# Muzeum Higieny we Lwowie
Muzeum Higieny we Lwowie – zostało otwarte 14 lutego 1937 przy ulicy Bourlarda (obecna Nyżankiwśkoho) 4 we Lwowie, przez członków zarządu Polskiego Towarzystwa Higienicznego, prof. dr. Witolda Nowickiego, prof. Alfreda Trawińskiego, prof. dr. Mariana Franke, dr. Adama Ćwiklińskiego, dr. Eugeniusza Dolińskiego i dr. Helenę Krukowską (żona prof. Włodzimierza Krukowskiego), która została przewodniczącą komisji muzealnej.